# أرشيبالد هاوك
أرشيبالد هاوك هو سياسي نيوزيلندي، ولد في 1862 في ميناء أوغستا في أستراليا، وتوفي في 1936 في إنفركارجل في نيوزيلندا.